# 松井勝二
松井 勝二（まつい かつじ、1881年（明治14年）4月29日 - 1964年（昭和39年）2月6日）は、大日本帝国陸軍軍人。最終階級は陸軍少将。位階勲等は従四位勲三等。

## 経歴
岐阜県本巣郡船木村出身。陸軍士官学校第16期卒業。1905年（明治38年）には工兵第11大隊副官として日露戦争に出征。1909年（明治42年）には陸軍砲工学校高等科を卒業し、1915年（大正4年）から1917年（大正7年）まで東京帝国大学工学部電気科で聴講生として学んだ。1920年（大正9年）8月に陸軍工兵少佐に進級し、東京砲兵工廠廠員兼陸軍省兵器局御用掛の任にあった。1923年（大正12年）9月時点で陸軍造兵廠廠員陸軍技術本部部員陸軍省兵器局御用掛となり、1924年（大正13年）8月、陸軍歩兵中佐に進級し、陸軍技術本部附兼陸軍歩兵学校研究部部員陸軍省兵器局御用掛を発令された。1925年（大正14年）3月に陸軍技術本部附から陸軍技術本部部員に転じ、同年5月には特許局技師高等官四等を兼ねた。1927年（昭和2年）7月に工兵第16大隊附に転補され、1928年（昭和3年）5月に陸軍技術本部部員に就任した。
1929年（昭和4年）3月16日に陸軍工兵大佐進級と同時に陸軍技術本部附を発令され、1932年（昭和7年）8月には陸軍技術本部部員に就任した。1933年（昭和8年）9月8日、陸軍少将進級と同時に豊予要塞司令官に着任し、1934年（昭和9年）8月1日に待命となり、8月30日に予備役に編入された。
予備役編入後の同年9月には明昭電機株式会社顧問となり、1938年（昭和13年）2月には同社取締役社長に就任した。後に東洋通信機械株式会社取締役に就任した。他に燃料国策研究会会員に就任した。